# بدر جمعة العلوي
بدر جمعة سبيت العلوي ، المعروف عادة باسم بدر جمعة (مواليد 6 ديسمبر 1981) هو لاعب كرة قدم عماني سابق لعب مؤخراً كحارس مرمى لصالح نادي ظفار في دوري المحترفين العماني.

## روابط خارجية
- بدر جمعة العلوي على موقع الاتحاد الدولي (مؤرشف)  (الإنجليزية)
- بدر جمعة العلوي على موقع قاعدة بيانات كرة القدم.إي يو (الإنجليزية)
- بدر جمعة العلوي على موقع ناشيونال فوتبول تيمز (الإنجليزية)
- بدر جمعة العلوي على موقع Soccerway.com (الإنجليزية)
- بدر جمعة العلوي على موقع كووورة